# Нарочиці
Нарочиці (пол. Naroczyce, нім. Nährschütz) — село в Польщі, у гміні Рудна Любінського повіту Нижньосілезького воєводства.
Населення — 331 особа (2011).
У 1975-1998 роках село належало до Легницького воєводства.

## Демографія
Демографічна структура станом на 31 березня 2011 року:
|          | Загалом | Допрацездатний вік | Працездатний вік | Постпрацездатний вік |
| -------- | ------- | ------------------ | ---------------- | -------------------- |
| Чоловіки | 161     | 32                 | 110              | 19                   |
| Жінки    | 170     | 33                 | 105              | 32                   |
| Разом    | 331     | 65                 | 215              | 51                   |